# Бормида (река)
Бормида (итал. Bormida) — река на северо-западе Италии, которая берёт начало в горах Лигурии, затем протекает по землям административного района Пьемонт, после чего впадает в реку Танаро.
Протяжённость реки составляет 154 километра, площадь бассейна около 3000 км².
В 1800 году близ реки Бормида состоялось финальное сражение второй Итальянской кампании Наполеона Бонапарта, между Австрией и Францией и по итогам которого, австрийская армия в вынуждена была капитулировать и покинуть Италию.
На берегах реки расположена коммуна Миллезимо.

## Галерея
- Коммуна Миллезимо. Мост через Бормиду.
- Бормида на карте
- Бормида на картине Серафина Авендано